# Khách sạn Bulwar tại Toruń

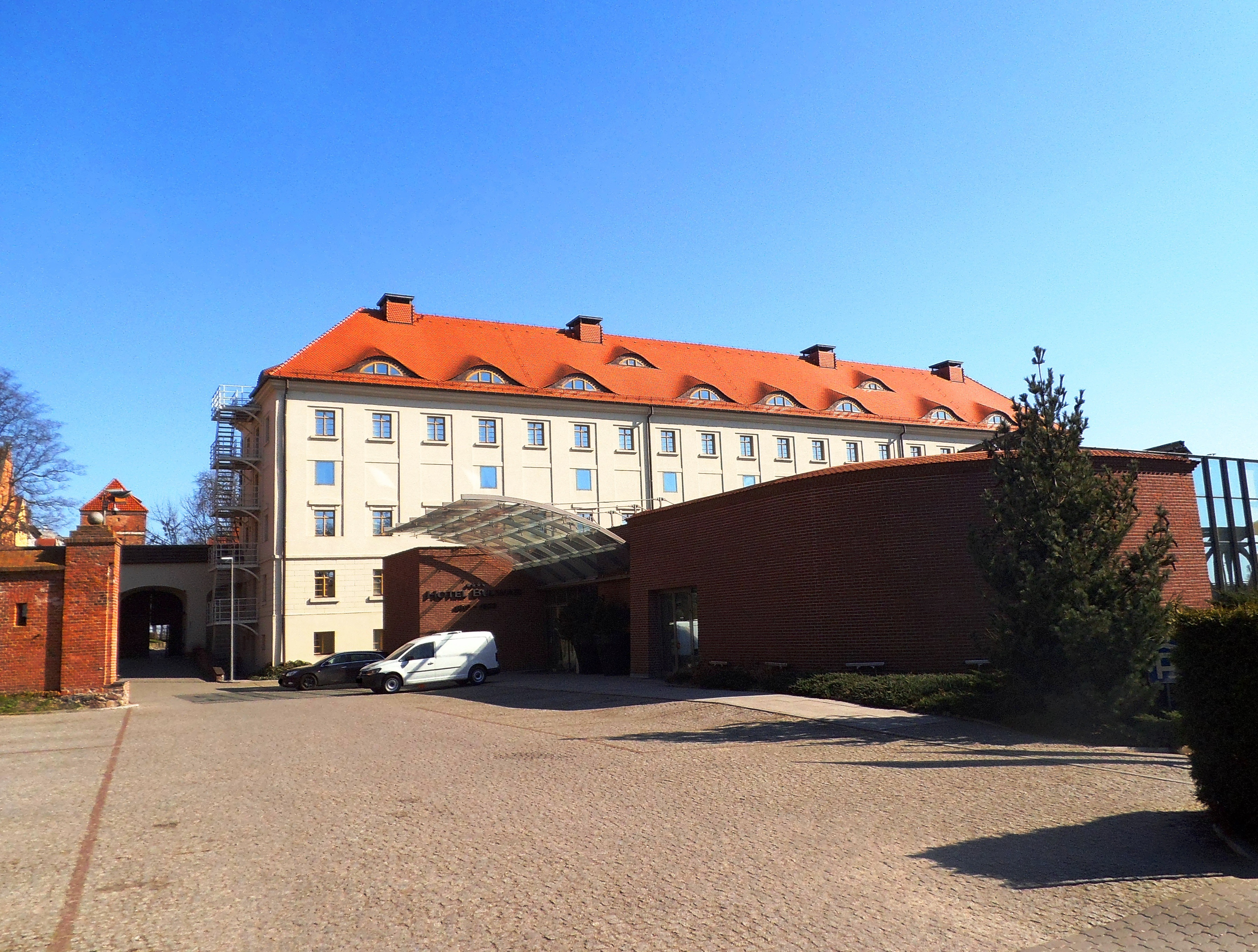
Khách sạn Bulwar

Khách sạn Bulwar tại Toruń (tiếng Ba Lan: Hotel Bulwar w Toruniu) thuộc quần thể di tích Pháo đài Toruń được cải tạo lại để làm khách sạn.

## Vị trí
Khách sạn tọa lạc tại Đại lộ Filadelfijski, ven sông Wisła,, gần Thị trấn thời Trung Cổ Toruń.

## Lịch sử
Công trình được xây dựng trong khuôn viên pháo đài Toruń của Phổ năm 1819-1822. Đây là một công trình với kiến trúc đồ sộ theo phong cách cổ điển, gồm ba tầng với một mái ngói nằm trên khuôn viên hình chữ nhật. Giữa tầng hai và tầng ba có trần nhà chống bom làm bằng đệm cát. Tầng 1 và tầng 2 cũng được ngăn cách bằng trần nhà cấu trúc chống bom đơn giản.
Sau Chiến tranh thế giới thứ hai, cho đến năm 1993, đây là nơi sinh hoạt của Tổ hợp Trường học Xây dựng (hiện tại là Khu liên hợp Trường kỹ thuật).
Trong những năm 2001-2009, công trình chuyển đổi mục đích là khách sạn (Hotel Bulwar). Tòa nhà mới được dựng lên ở phía tây, nội thất được thau thế và loại bỏ trần nhà chống bom.
Khách sạn được công nhận trong sổ đăng ký di tích của gmina (số 361). Gmina là đơn vị hành chính tương đương cấp xã.

## Giải thưởng và giải thưởng
- 2008 - Giải thưởng "Công trình của năm" của Chủ tịch thành phố Toruń [6]

## Một số hình ảnh

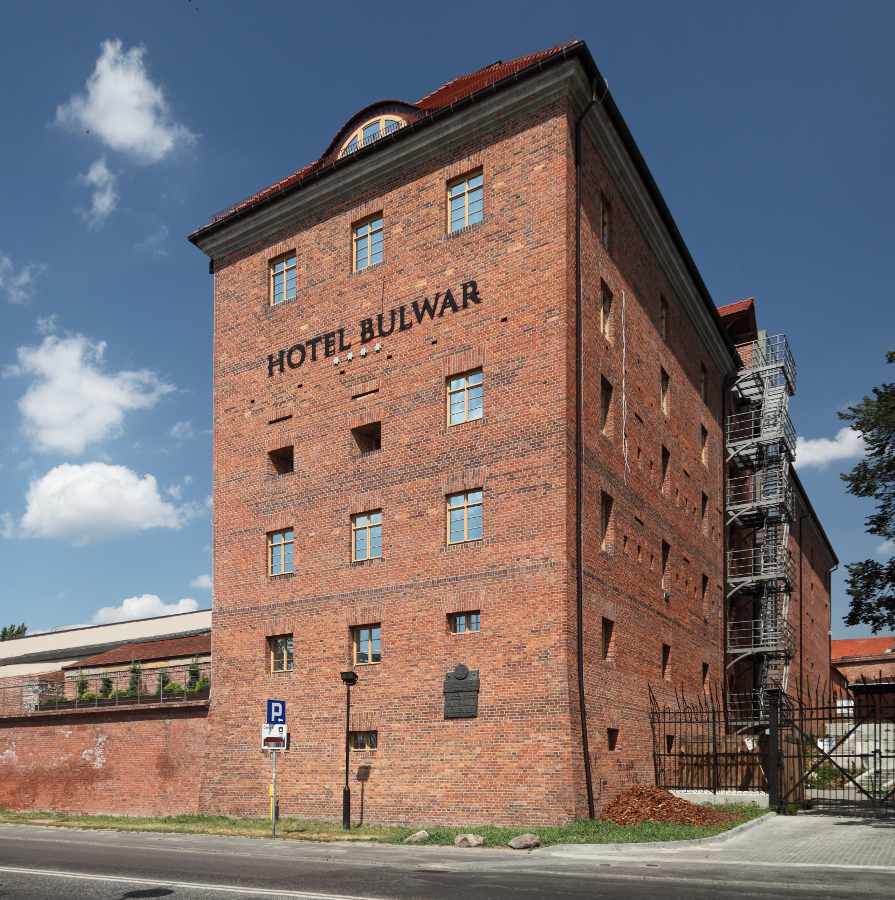
Khách sạn nhìn từ phía nam
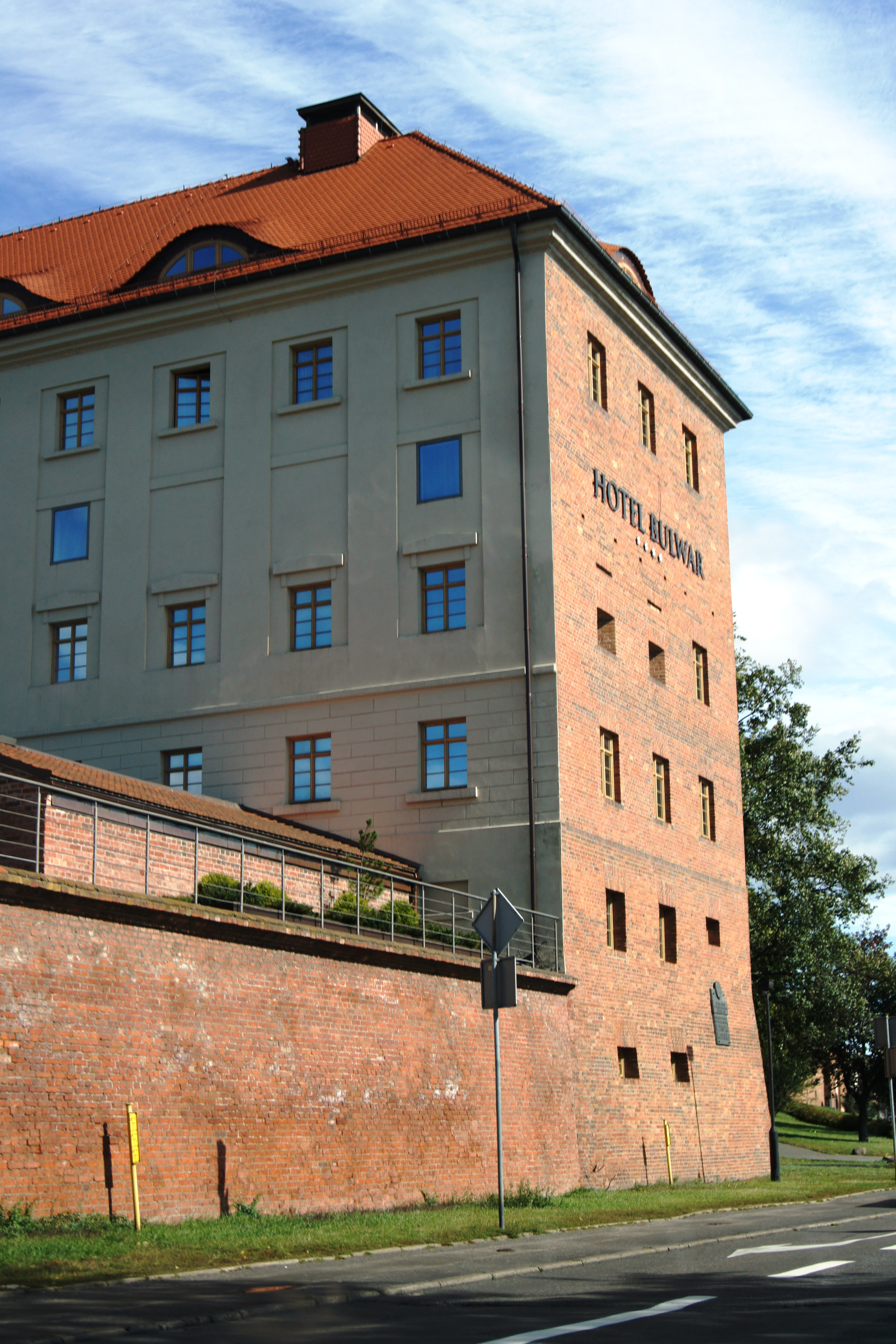
Khách sạn nhìn từ phía tây
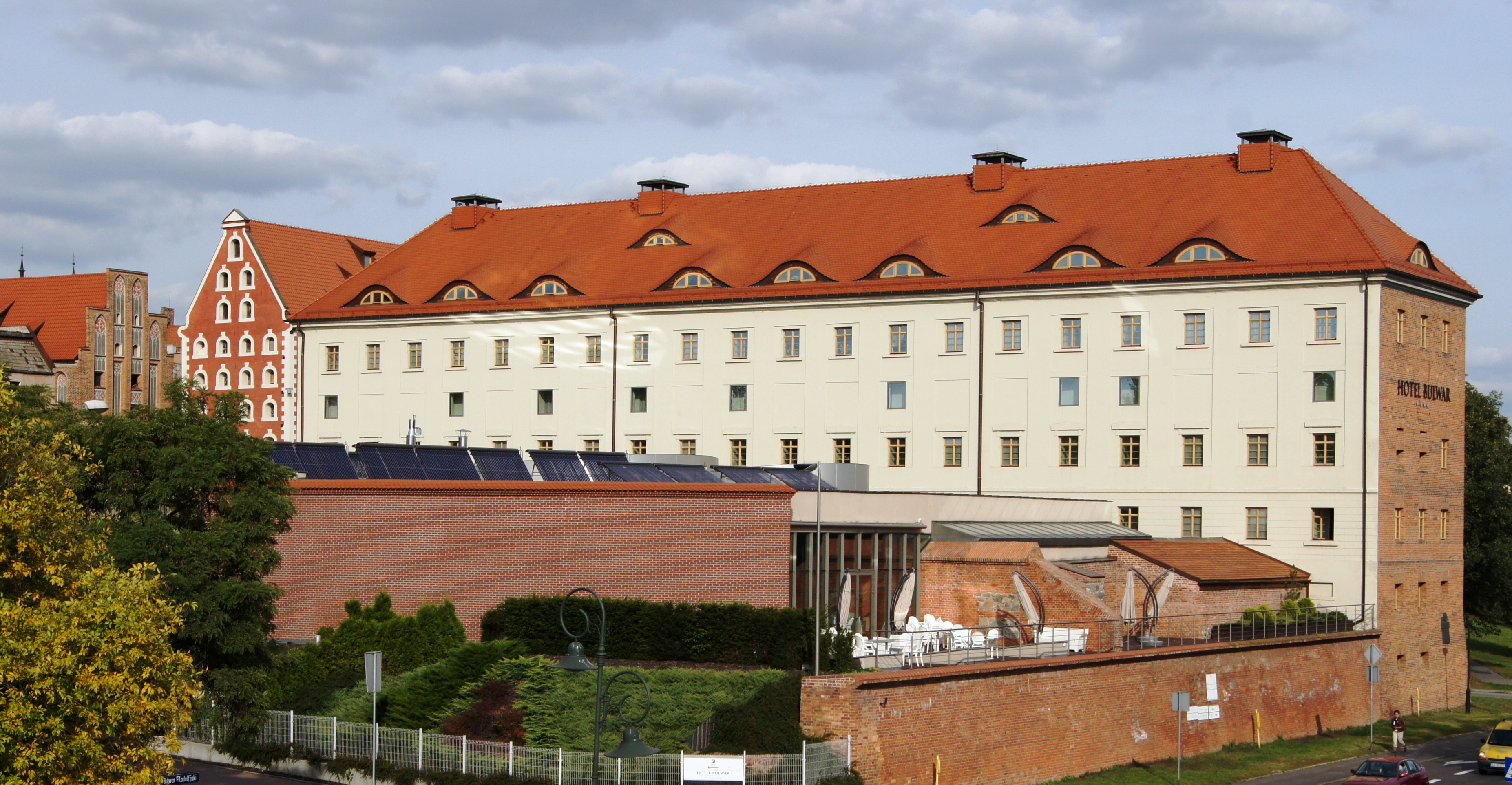
Khách sạn nhìn từ phía tây
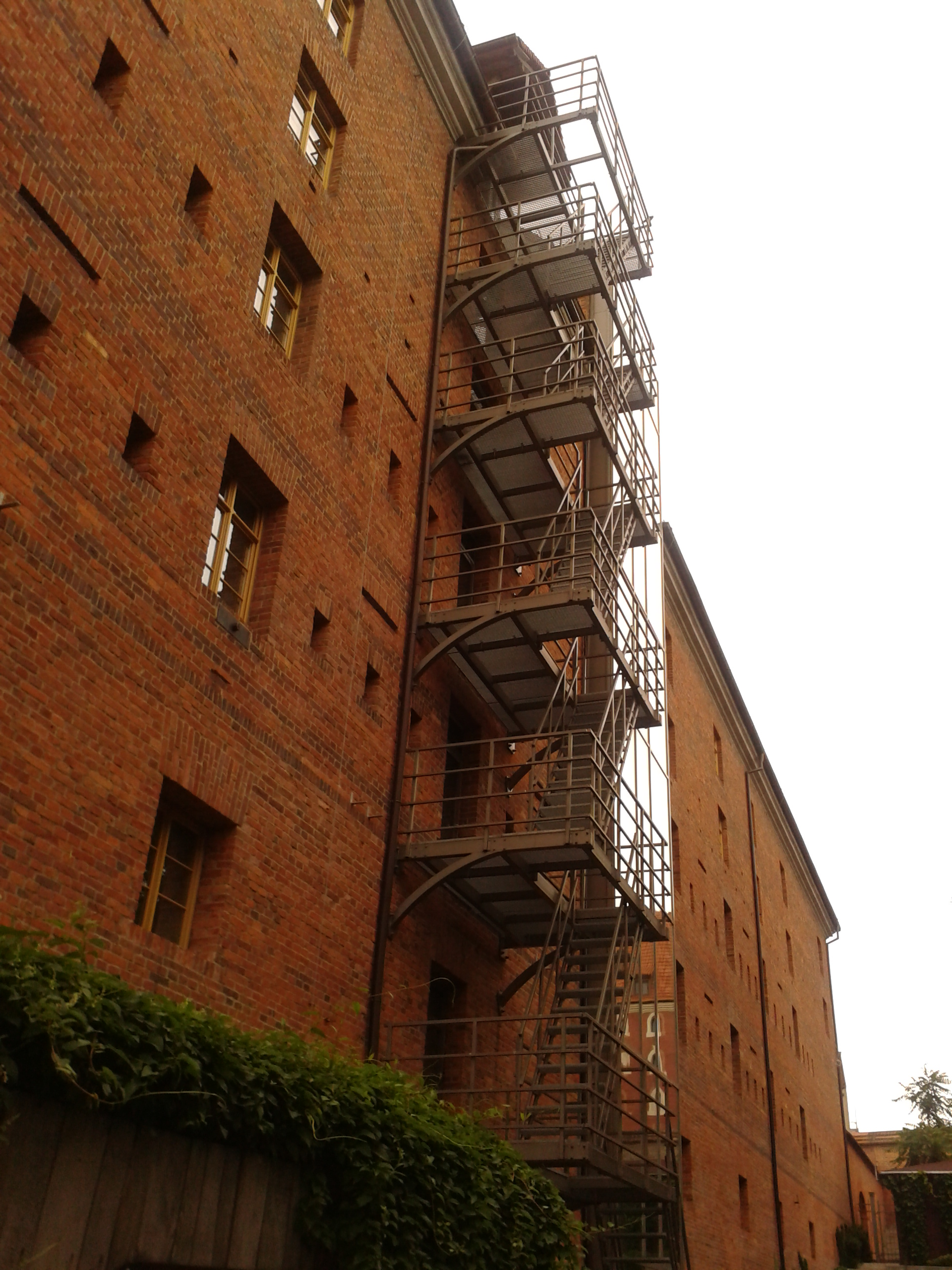
Khách sạn nhìn từ phía đông